# Румянцевский музей
Румя́нцевский музе́й — крупное собрание книг, монет, рукописей, других этнографических и исторических материалов в Петербурге, а затем и в Москве. Музей возник на основе частной коллекции, которую при жизни собрал, а частью унаследовал государственный канцлер Николай Петрович Румянцев. Долгое время был единственным в Москве общедоступным музеем.

## История

### В Санкт-Петербурге
На протяжении всей государственной деятельности Н. П. Румянцев занимался собиранием старинных рукописей, древних грамот на пергаменте, книг, списков с летописей. Главным увлечением его были рукописные древности, и поэтому самым значительным собранием коллекции графа Румянцева стала обширная библиотека. В ней насчитывалось 28 тысяч томов. В её состав входила коллекция рукописей и старопечатных книг, в том числе кирилловского шрифта, 104 экземпляра инкунабул, издания XVI—XVII веков знаменитой голландской фирмы «Эльзевир», а также несколько сот различных географических карт (как их тогда называли — ландкарт). Рукописи и книги покупались в России и Европе. Покупались даже целые библиотеки, например, библиотека академика Лерберга.
Граф Н. П. Румянцев не был женат, и всё его состояние было завещано младшему брату, Сергею Петровичу Румянцеву, а всё собрание книг, рукописей, медалей и монет было завещано предоставить «на общую пользу». В 1826 году коллекции и библиотека были переданы С. П. Румянцевым Министерству народного просвещения. Для передачи коллекций была создана специальная комиссия. В её состав вошли представители Департамента народного просвещения, а также академики Ф. И. Круг, Г. К. Кёлер, Х. Д. Френ.
Император Николай I 22 марта (3 апреля) 1828 года подписал указ об учреждении Румянцевского музея и рескрипт о правилах управления музеем.
В 1831 году музей был открыт в особняке Румянцева на Английской набережной в Санкт-Петербурге.

### В Москве
Музей находился в Санкт-Петербурге до 1861 года. К этому времени обнаружилось, что коллекция Румянцева не вписывалась в структуру петербургских учреждений культуры и влачила убогое существование.
Попечитель московского учебного округа Н. В. Исаков взялся на основе библиотеки Румянцева, как писал В. В. Стасов, «создать в Москве публичную библиотеку наподобие петербургской, приводившей его тогда в восторг, как вообще и всё русское общество».
При передаче Румянцевского музея в 1861 году А. Х. Востоков составил «Опись вещам Румянцевского музеума».
В Москве Румянцевский музей разместился в доме Пашкова и был объединён с вновь учреждавшимся тогда Московским публичным музеем. Таким образом, в 1862 году был создан Московский публичный и Румянцевский музеум; открытие состоялось 6 мая 1862 года. Музей работал 4 дня в неделю, билет стоил 10 копеек (по воскресеньям, как было принято до 17 года во всех музеях, вход был бесплатным). 
Музей подразделялся на три отдела — живописный, гравюрный и т. н. Дашковский музей, в который вошли собрания русских путешественников, в частности, Крузенштерна и Лисянского. Входившая в состав музеума Румянцевская библиотека в 1863 году была провозглашена публичной. Из Эрмитажа в Румянцевский музей была передана двести одна картина. Картинную галерею музея организовывали с учётом рекомендаций, работавшего в то время в Санкт-Петербурге, в Картинной галерее Эрмитажа немецкого специалиста Густава Фридриха Ваагена. В музее 4 зала были отданы под коллекцию  христианских древностей, собранную П. И. Севастьяновым.
Собрание периодически пополнялось за счёт приобретения коллекций частных лиц. В 1867 году для музея была приобретена коллекция Ф. И. Прянишникова (172 картины русской живописи); в 1901 году — коллекция русской живописи  (269 полотен) и библиотека (8 тысяч томов) К. Т. Солдатёнкова, от которого до этого в течение почти сорока лет ежегодно поступало по тысяче рублей на приобретение книг. Среди дарителей были члены императорской семьи, графиня Уварова, наследники архитектора Н. Львова, братья Мухановы, Н. Мосолов, В. Трофимович, И. Свешников и др.
В начале XX века для музея наконец-то было построено двухэтажное здание картинной галереи, — со стеклянной крышей.
В 1913 году появилось новое название: Императорский Московский и Румянцевский музей.
В 1924 году, при советской власти, здание музея и его библиотека были переданы созданной на её основе Государственной библиотеке СССР им. В. И. Ленина. Полотна Рембрандта и других европейских художников были переданы в ГМИИ им. А. С. Пушкина, собрание отечественной живописи — в Третьяковскую галерею, а экспонаты Дашковского музея — в Музей народов СССР и Кунсткамеру.

## Руководители музея
- Н. В. Исаков (1862—1867)
- В. А. Дашков (1867—1896)
- М. А. Веневитинов (1896—1901)
- И. В. Цветаев (1901—1910)
- В. Д. Голицын (1910—1921)
- А. К. Виноградов (1921—1925)